# Vietnamesische Volksarmee
Als Vietnamesische Volksarmee (vietnamesisch: Quân Đội Nhân Dân Việt Nam) werden die Streitkräfte der Sozialistischen Republik Vietnam bezeichnet.

## Allgemeines

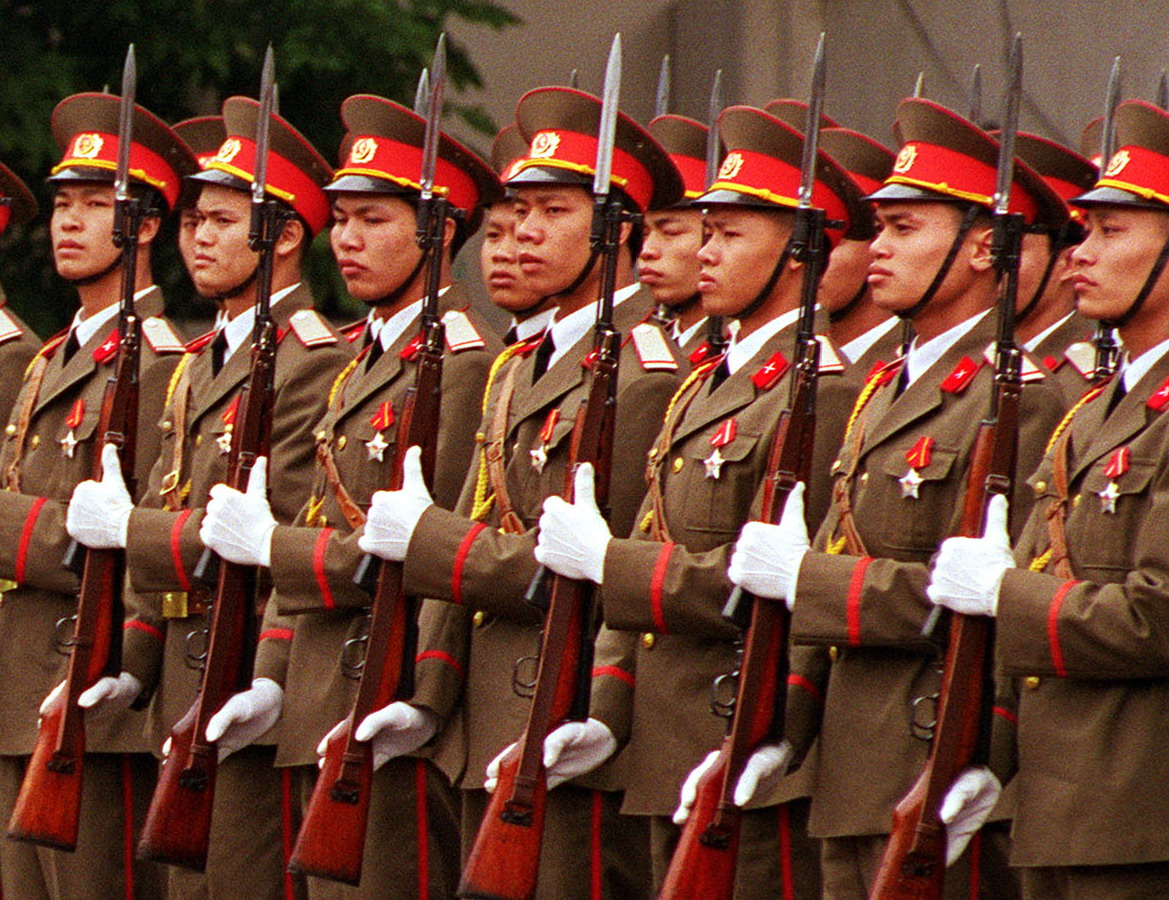
Soldaten der Vietnamesischen Volksarmee (2000)

Die Vietnamesische Volksarmee gliedert sich bei einer Gesamtstärke von 450.000 Mann in die Landstreitkräfte (380.000), Luftstreitkräfte (30.000) und die Volksmarine (40.000). In die Volksmarine integriert ist eine Marineinfanterie von 27.000 Soldaten.
Des Weiteren gibt es paramilitärische Einheiten im Umfang von 40.000 und eine Reserve von 5 Millionen Mann.
Es existiert eine allgemeine Wehrpflicht für alle Männer und Frauen, obwohl in der Realität nur Männer eingezogen werden. Die Wehrpflicht beträgt zwei Jahre für die Landstreitkräfte und drei Jahre für die Marine und Luftstreitkräfte. Vietnam sah sich in den vergangenen Jahren keine Bedrohung von außen gegenübergestellt. Die Regierung hat deshalb die Truppenstärke und Verteidigungsausgaben reduziert.
Im Haushaltsjahr 2025 wurden umgerechnet 10,4 Milliarden US-Dollar für Verteidigungszwecke bereitgestellt. Das vietnamesische Militär gehört zu den schlagkräftigsten in der Region. Auch innenpolitisch ist das Militär stark, viele ranghohe Militärs nehmen einflussreiche Positionen in Partei- und Staatsführung ein. Nach den militärischen Auseinandersetzungen mit Frankreich, den Vereinigten Staaten und China hat es in der Bevölkerung starken Rückhalt.

## Geschichte
| Zeit | Gesamtstärke | Offiziere |
| ---- | ------------ | --------- |
| 1945 | 40.000       | 2.500     |
| 1955 | 210.000      | 20.000    |
| 1965 | 400.000      | 50.000    |
| 1975 | 650.000      | 110.000   |
| 1985 | 1.000.000    | 170.000   |

Die Ursprünge der Vietnamesischen Streitkräfte liegen in der Việt Minh Ho Chi Minhs, die seit 1941 die französische Kolonialmacht in Vietnam bekämpfte. Zunächst wurde am 22. Dezember 1944 eine Propaganda-Einheit gebildet, die im Mai 1945 in Vietnamesische Befreiungsarmee umbenannt wurde. Im September 1945 wurde die Armee erneut in Vietnamesische Nationale Verteidigungsarmee umbenannt. Seit 1950 trägt sie den heutigen Namen. Die Volksarmee kämpfte im Indochinakrieg für die Unabhängigkeit unter kommunistischer Führung. Zu Ende des Krieges umfasste sie fünf Infanterie- und eine schwere Division nach dem Modell der sowjetischen Artilleriedivision. Gegen Ende des Krieges konnte die Volksarmee mit chinesischer Hilfe ein Luftverteidigungskorps aufbauen, das mit leichten Flugabwehrgeschützen gegen die französische Luftwaffe vorging. 1959 bildete die Vietnamesische Volksarmee ihr erstes Panzerregiment, das mit 35 T-34-Panzern und 16 SU-76-Selbstfahrlafetten ausgerüstet war. Im selben Jahr begann der Aufbau einer Luftwaffe, die zunächst auf erbeutete französische Transportflugzeuge US-amerikanischer Bauart zurückgriff.
Im Vietnamkrieg waren neben im Süden des Landes ausgehobenen Guerillas Soldaten der Volksarmee maßgeblich beteiligt. Gegen Ende 1965 waren die regulären Truppen der Volksarmee auf rund 400.000 Mann angewachsen. Diese waren in 10 Divisionen, 6 unabhängigen Regimentern und einer ungenannten Zahl von unabhängigen Bataillonen organisiert. Die Stärke der Artillerietruppe wurde verdoppelt. Ebenso wurde ein zweites Panzerregiment geschaffen. Die Luftverteidigungsartillerie wurde auf 21 Regimenter und 41 Bataillone aufgestockt. Im Sommer 1965 wurden die ersten raketenbestückten Luftabwehreinheiten aufgestellt.
1975 führte eine Offensive konventionell ausgerüsteter Volksarmeetruppen zum Zusammenbruch Südvietnams und damit zum Ende des Krieges. Die im Indochinakrieg aufgebauten lokalen Guerillaverbände wurden während des Vietnamkriegs auf ganz Nordvietnam ausgedehnt. So verfügte jedes Dorf über rund 100 Teilzeitguerillas. Insgesamt waren nach offiziellen Angaben rund 1,4 Millionen Menschen in diesem Milizsystem erfasst. Zum Ausbau und zur Regularisierung der Streitkräfte erhielt Vietnam massive Militärhilfe aus dem Ostblock. Die Luftabwehrkräfte wurden während des Vietnamkriegs deutlich ausgebaut und um sowjetische Flugabwehrraketensysteme erweitert. Ihnen gelangen nach US-Angaben 1096 Abschüsse von US-Flugzeugen. Die Luftwaffe wurde während des Vietnamkriegs mit sowjetischer und chinesischer Hilfe aufgebaut und erzielte 1965 ihren ersten Luftsieg. Nach dem Ende des Vietnamkriegs 1975 übernahmen die Luftstreitkräfte der Volksarmee rund 1500 Flugzeuge westlicher Bauart aus dem Bestand der südvietnamesischen Luftwaffe.
1978 intervenierte Vietnam in Kampuchea und beendete im Januar 1979 das Regime von Pol Pot. Bis zum Ende der 1980er-Jahre blieben rund 150.000 vietnamesische Soldaten im Nachbarland stationiert.
1979 wurde eine chinesische Invasion an der Nordgrenze abgewehrt.
Nach dem Ende des Kalten Kriegs wurde die Personalstärke der Armee verringert.

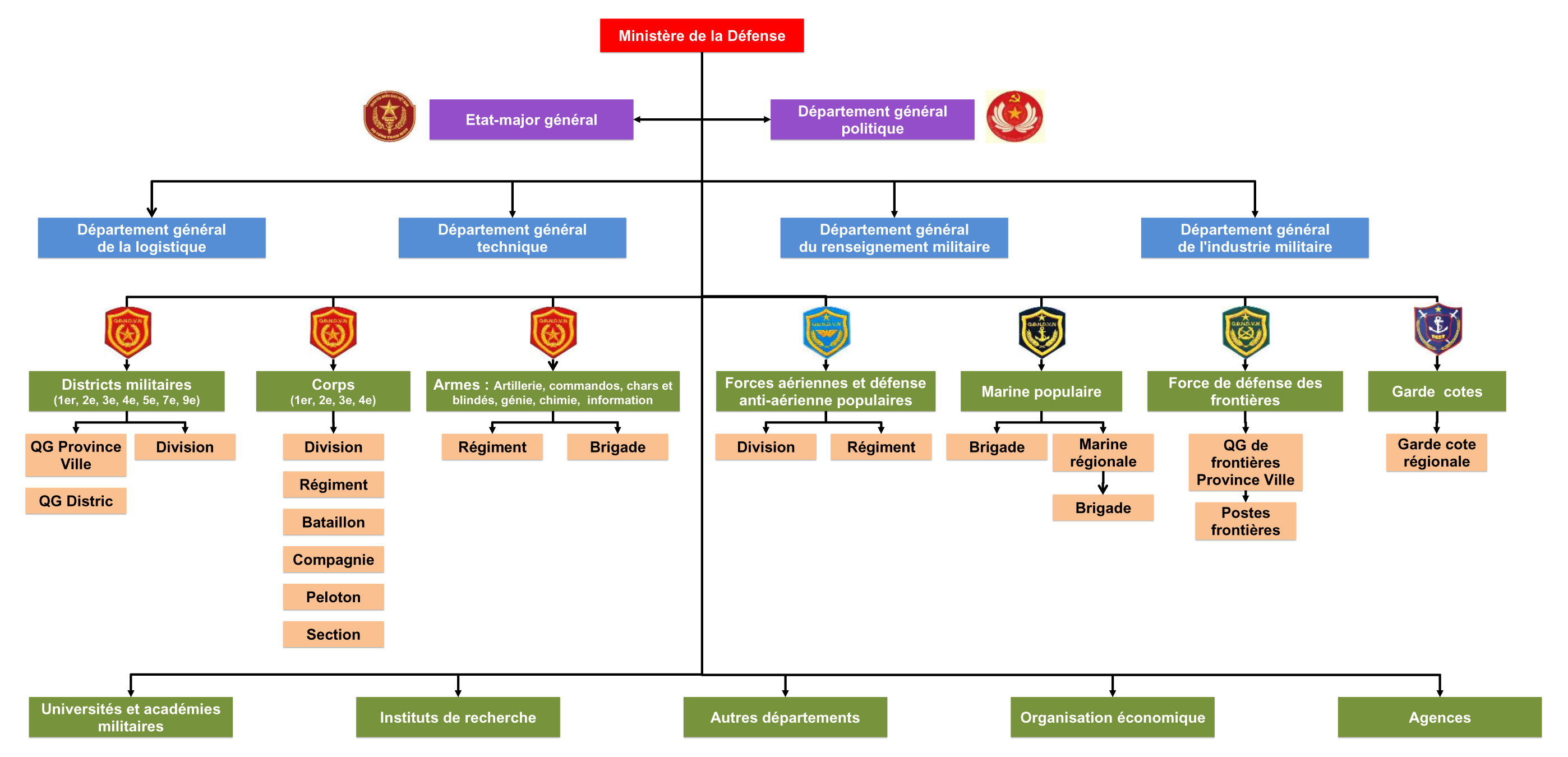
Struktur der Vietnamesischen Volksarmee im Jahr 2016.

## Organisation

### Luftstreitkräfte

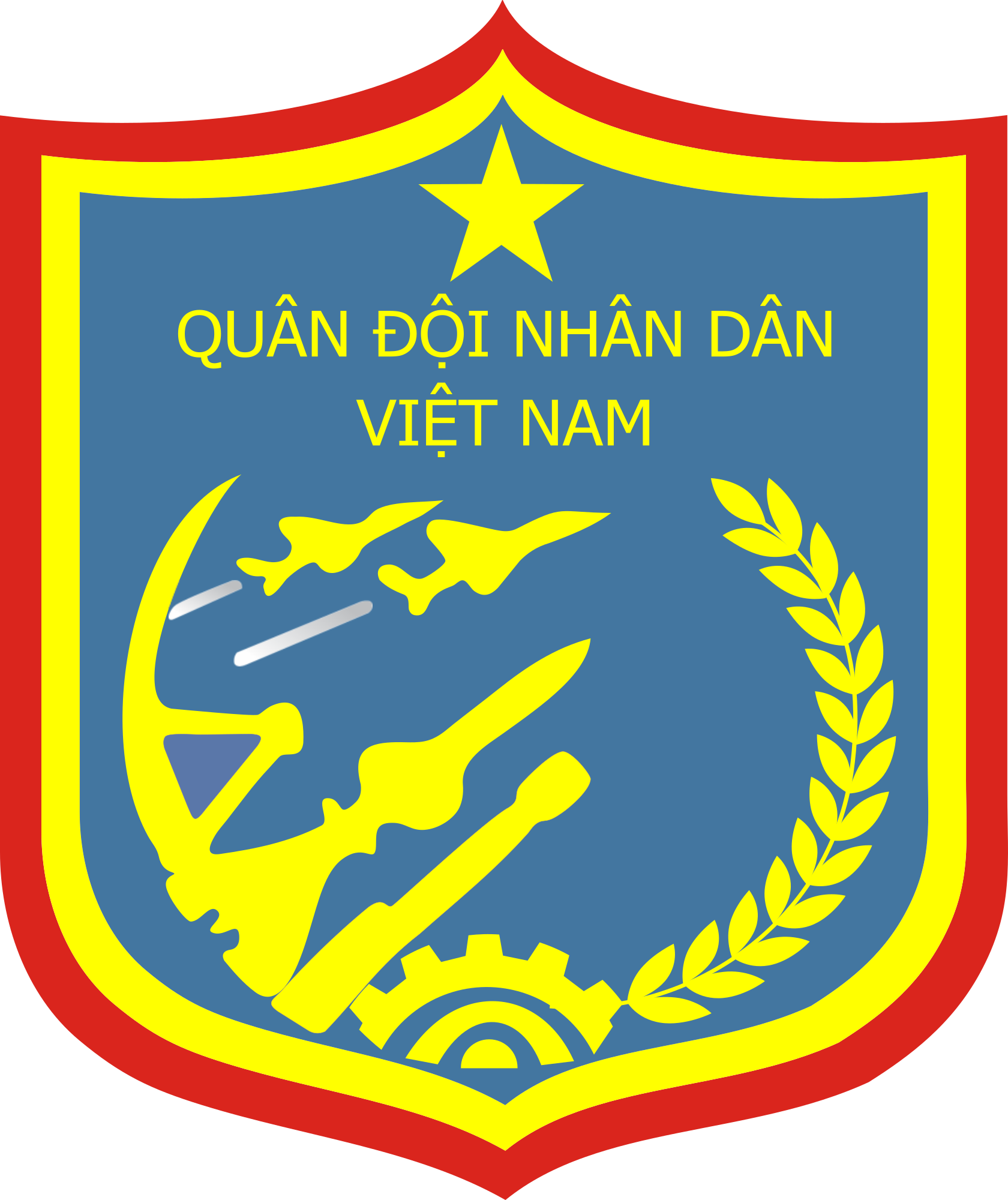
Emblem der Luftstreitkräfte

Die Vietnamesischen Luftstreitkräfte (vietnamesisch Không quân nhân dân Việt Nam) sind mit 30.000 Soldaten die drittgrößte Organisation innerhalb der Volksarmee. Kommandeur ist der Generalleutnant Nguyễn Văn Hiền und Politoffizier ist der Generalmajor Lâm Quang Đại. Die Luftstreitkräfte verfügen über 121 Flugzeuge, 89 Hubschrauber und mehrere Flugabwehrsysteme.

### Marine

Emblem der Marine

Die Vietnamesische Volksmarine (vietnamesisch Hải quân Nhân dân Việt Nam) ist mit 13.000 Soldaten und 27.000 Marineinfanteristen die zweitgrößte Organisation der Streitkräfte. Kommandeur ist der Vizeadmiral Trần Thanh Nghiêm und Politoffizier der Generalleutnant Nguyễn Văn Bổng. Die Seestreitkräfte verfügen über 25 Fregatten und Korvetten, 30 Patrouillenboote und 8 U-Boote.

### Heer

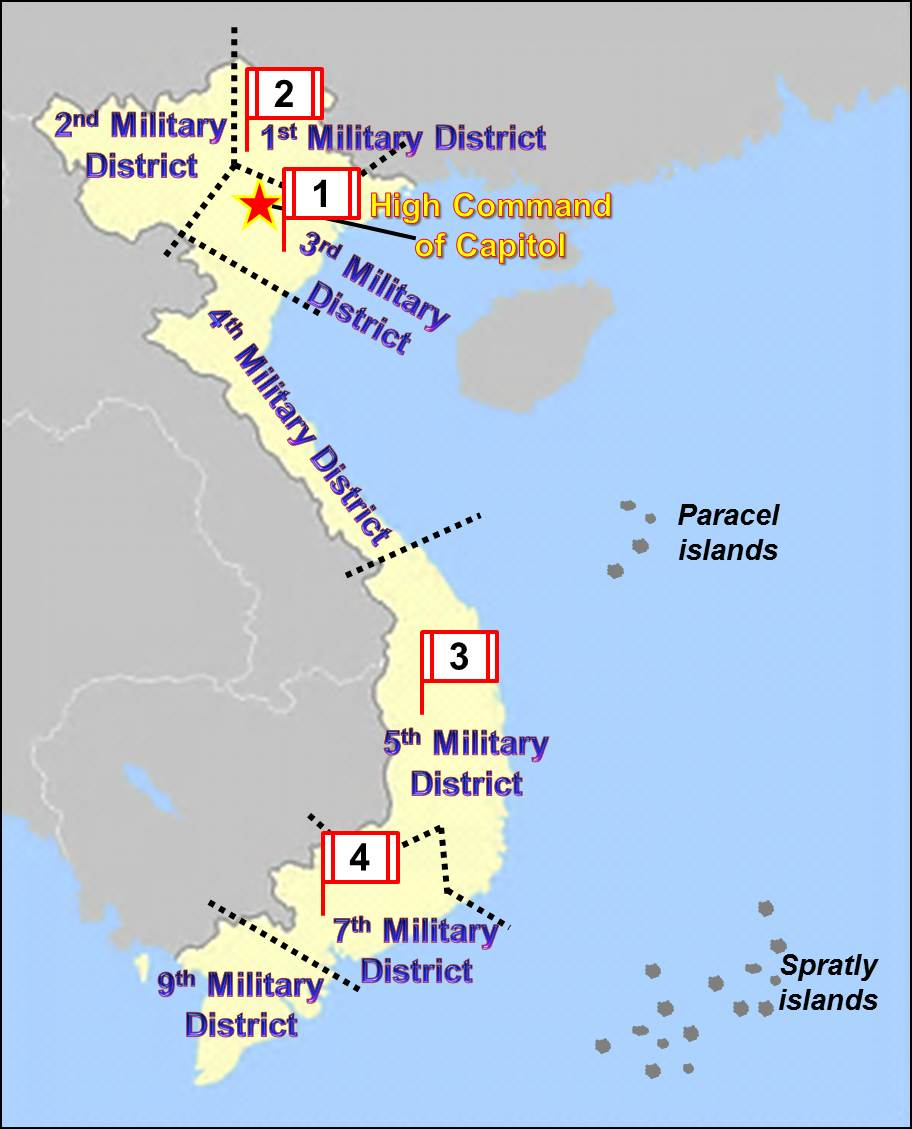
Regionen des Heeres

Das Vietnamesische Heer (vietnamesisch Lục quân Nhân dân Việt Nam) umfasst insgesamt 380.000 Soldaten. Anders als bei anderen Streitkräften stellen die Landstreitkräfte keine eigene Teilstreitkraft dar, sondern sind direkt dem Verteidigungsministerium unterstellt. Kommandeur des Heeres ist der Generalstabschef der Armee Nguyễn Tân Cương. Die Landstreitkräfte sind in sieben Regionen und vier Korps eingeteilt. Jede Region verfügt über ein eigenes Kommando, eigene Brigaden und Regimenter.

#### Ausrüstung
Das vietnamesische Heer verfügt über folgende Ausrüstung:

##### Fahrzeuge

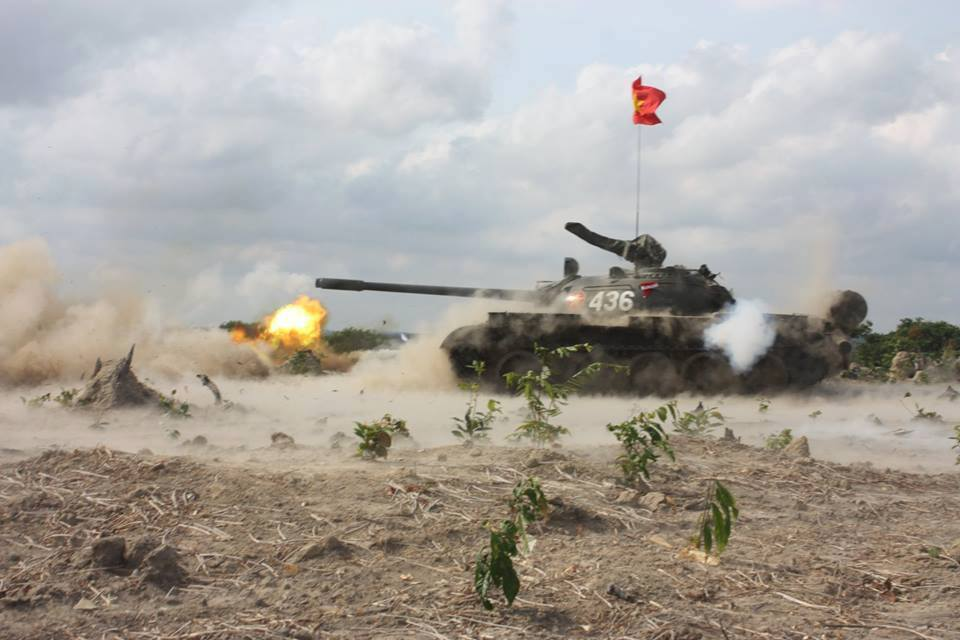
T-54B der Landstreitkräfte

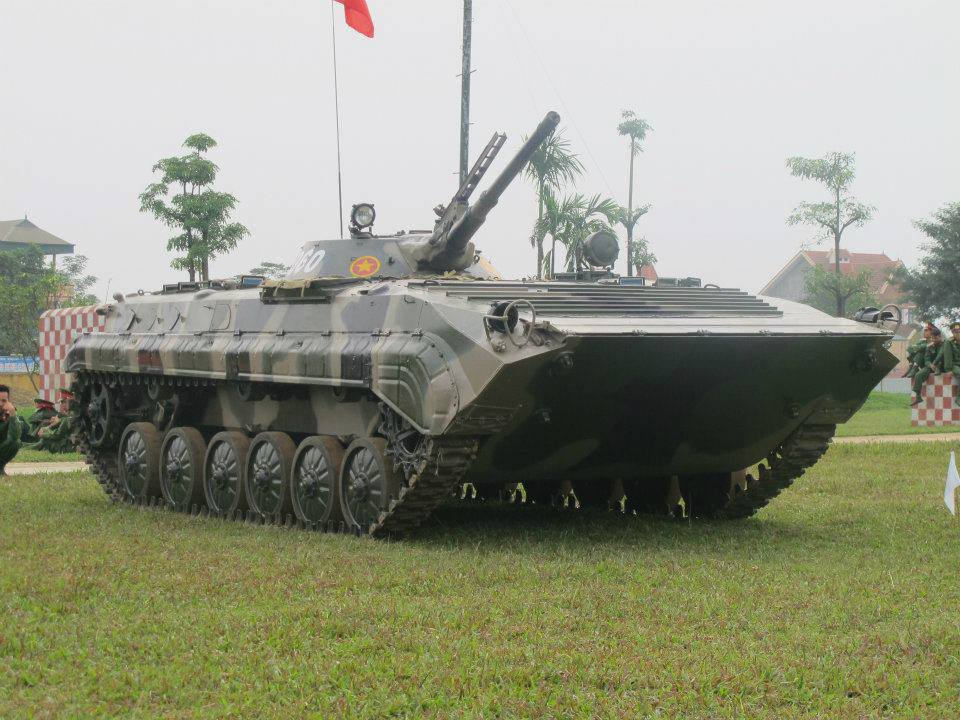
Vietnamesischer BMP-1 Schützenpanzer

| Typ                 | Herkunft            | Funktion                 | Version            | Anzahl | Anmerkung                                                                                           |
| ------------------- | ------------------- | ------------------------ | ------------------ | ------ | --------------------------------------------------------------------------------------------------- |
| T-34                | Sowjetunion         | Kampfpanzer              |                    | 45     | |
| T-54T-55            | Sowjetunion         | Kampfpanzer              | T-54/T-55T-54B mod | 750100 | |
| T-62                | Sowjetunion         | Kampfpanzer              |                    | 70     | |
| T-90                | Russland            | Kampfpanzer              | S                  | 64     | |
| Type 59             | Volksrepublik China | Kampfpanzer              |                    | 350    | |
| PT-76               | Sowjetunion         | Schwimmpanzer            |                    | 300    | |
| Type-62Type-63      | Volksrepublik China | Leichter Panzer          |                    | 320    | |
| BRDM-1BRDM-2        | Sowjetunion         | Spähpanzer               |                    | 300    | |
| BMP-1BMP-2          | Sowjetunion         | Schützenpanzer           |                    | 300    | |
| BTR-50              | Sowjetunion         | Mannschaftstransporter   |                    |        | |
| M113                | Vereinigte Staaten  | Mannschaftstransporter   |                    | 200    | Erbeutet im Vietnamkrieg. Fahrzeuge wurden mittlerweile vermutlich von Vietnam selber modernisiert. |
| YW 531              | Volksrepublik China | Mannschaftstransporter   |                    | 80     | |
| BTR-40BTR-60BTR-152 | Sowjetunion         | Mannschaftstransporter   |                    | 1.100  | |
| T-72                | Sowjetunion         | PionierpanzerBergepanzer | IMR-2BREM-1M       |        | |
| TMM-3               | Sowjetunion         | Brückenlegepanzer        |                    |        | |

##### Artillerie

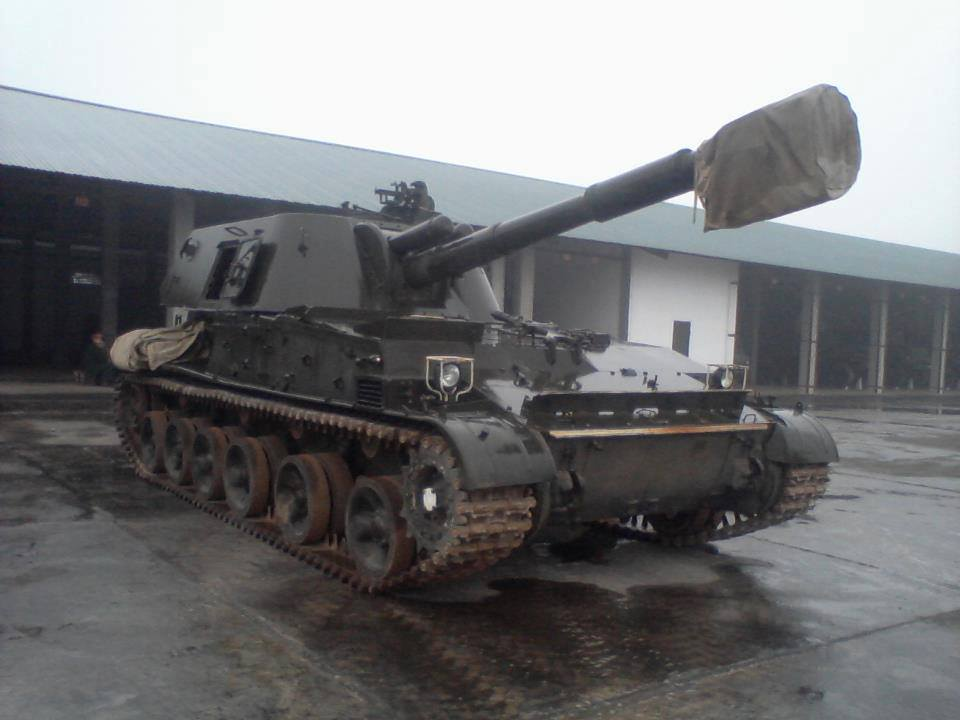
Panzerhaubitze 2S3

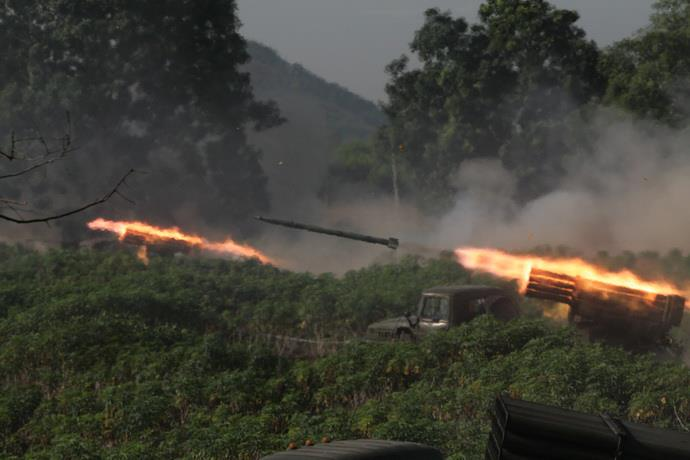
BM-21 Grad beim Abfeuern einer Rakete

| Typ                 | Herkunft            | Funktion                     | Version            | Anzahl             | Anmerkungen                                 |
| Selbstfahrlafetten  | Selbstfahrlafetten  | Selbstfahrlafetten           | Selbstfahrlafetten | Selbstfahrlafetten | Selbstfahrlafetten                          |
| ------------------- | ------------------- | ---------------------------- | ------------------ | ------------------ | ------------------------------------------- |
| K9 Thunder          | Südkorea            | 155-mm-Panzerhaubitze        | K9A1               |                    | 20 Fahrzeuge bestellt, Auslieferung ab 2025 |
| 2S3 Akazija         | Sowjetunion         | 152-mm-Panzerhaubitze        |                    | 30                 |                                             |
| 2S1 Gwosdika        | Sowjetunion         | 122-mm-Panzerhaubitze        | PTH-01             |                    |                                             |
| M107                | Vereinigte Staaten  | 175-mm-Selbstfahrlafette     |                    |                    | Erbeutet im Vietnamkrieg.                   |
| gezogene Artillerie |                     |                              |                    |                    |                                             |
| M101M102            | Vereinigte Staaten  | 105-mm-Haubitze              |                    |                    | Erbeutet im Vietnamkrieg.                   |
| D-30                | Sowjetunion         | 122-mm-Haubitze              |                    |                    |                                             |
| Typ-54              | Volksrepublik China | 122-mm-Haubitze              |                    |                    | Chinesische Lizenzfertigung.                |
| M114                | Vereinigte Staaten  | 155-mm-Haubitze              |                    |                    | Während des Vietnamkrieges erbeutet.        |
| Typ-60              | Volksrepublik China | 122-mm-Kanone                |                    |                    | Chinesische Lizenzfertigung.                |
| D-20                | Sowjetunion         | 152-mm-Kanonenhaubitze       |                    |                    |                                             |
| Granatwerfer        |                     |                              |                    |                    |                                             |
| M1943               | Sowjetunion         | 120-mm-Mörser                |                    |                    |                                             |
| MT-13               | Sowjetunion         | 160-mm-Mörser                |                    |                    |                                             |
| Sonstiges           |                     |                              |                    |                    |                                             |
| Typ-63              | Volksrepublik China | 107-mm-Mehrfachraketenwerfer |                    | 360                |                                             |
| BM-21               | Sowjetunion         | 122-mm-Mehrfachraketenwerfer |                    | 350                |                                             |
| BM-14               | Sowjetunion         | 140-mm-Mehrfachraketenwerfer |                    | <350               |                                             |
| R-17                | Sowjetunion         | Boden-Boden-Rakete           |                    | 24                 |                                             |

##### Panzer- und Flugabwehrwaffen

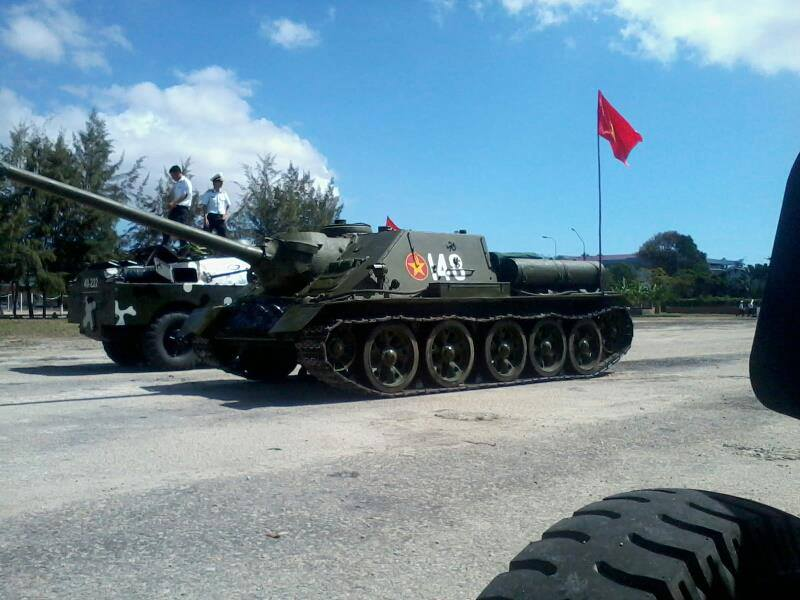
Vietnamesischer SU-100 Jagdpanzer bei einer Parade

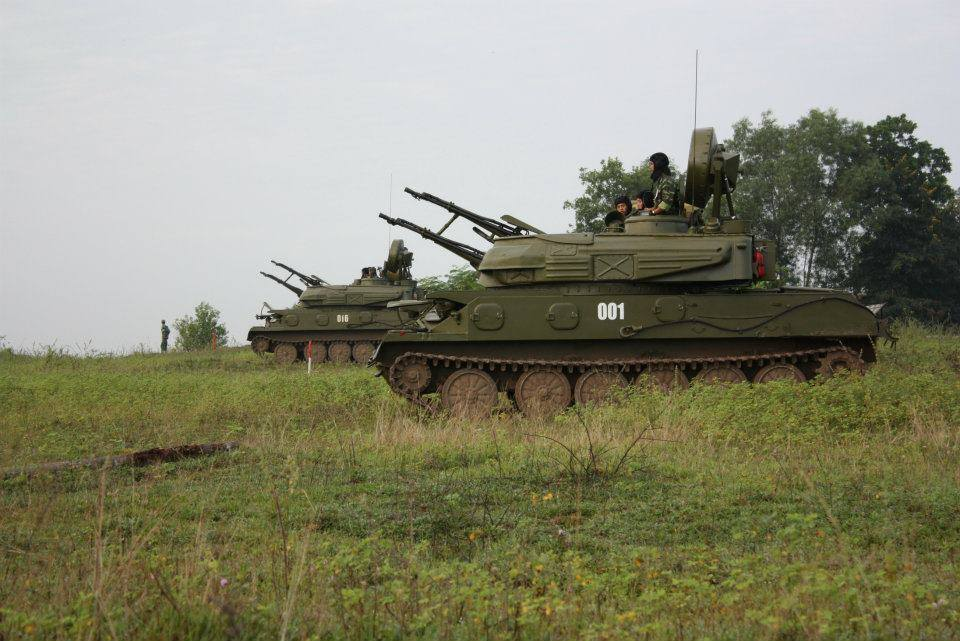
ZSU-23-4

| Typ                | Herkunft                               | Funktion                      | Version            | Anzahl             | Anmerkungen                 |
| Panzerabwehrwaffen | Panzerabwehrwaffen                     | Panzerabwehrwaffen            | Panzerabwehrwaffen | Panzerabwehrwaffen | Panzerabwehrwaffen          |
| ------------------ | -------------------------------------- | ----------------------------- | ------------------ | ------------------ | --------------------------- |
| SU-100             | Sowjetunion                            | Jagdpanzer                    |                    |                    |                             |
| SU-122             | Sowjetunion                            | Jagdpanzer                    |                    |                    |                             |
| 9K11 Maljutka      | Sowjetunion                            | Panzerabwehrlenkwaffe         | 9M14 mod           |                    |                             |
| M20                | Vereinigte Staaten Volksrepublik China | 75-mm-Rückstoßfreies Geschütz | Typ-56             |                    | Chinesische Kopie           |
| B-10               | Sowjetunion Volksrepublik China        | 82-mm-Rückstoßfreies Geschütz | Typ-65             |                    | Chinesische Lizenzfertigung |
| T-12               | Sowjetunion                            | 100-mm-Panzerabwehrkanone     |                    |                    |                             |
| B-3                | Sowjetunion                            | 100-mm-Panzerabwehrkanone     |                    |                    |                             |
| Flugabwehrwaffen   |                                        |                               |                    |                    |                             |
| ZSU-23-4           | Sowjetunion                            | Flakpanzer                    |                    |                    |                             |
| 9K32 Strela-2      | Sowjetunion                            | MANPADS                       |                    |                    |                             |
| 9K310 Igla-1       | Sowjetunion                            | MANPADS                       |                    |                    |                             |
| 9K38 Igla          | Sowjetunion                            | MANPADS                       |                    |                    |                             |

#### Ränge
| Dienstgradgruppe  | Generale  | Generale      | Generale        | Generale     | Stabsoffiziere  | Stabsoffiziere | Stabsoffiziere | Stabsoffiziere | Hauptleute / Leutnante | Hauptleute / Leutnante | Hauptleute / Leutnante | Hauptleute / Leutnante |
| ----------------- | --------- | ------------- | --------------- | ------------ | --------------- | -------------- | -------------- | -------------- | ---------------------- | ---------------------- | ---------------------- | ---------------------- |
| Abzeichen         |           |               |                 |              |                 |                |                |                |                        |                        |                        |                        |
| Dienstgrad        | General   | Generaloberst | Generalleutnant | Generalmajor | kein Äquivalent | Oberst         | Oberstleutnant | Major          | Hauptmann              | Oberleutnant           | Leutnant               | kein Äquivalent        |
| Viet. Bezeichnung | Đại tướng | Thượng tướng  | Trung tướng     | Thiếu tướng  | Đại tá          | Thượng tá      | Trung tá       | Thiếu tá       | Đại úy                 | Thượng úy              | Trung úy               | Thiếu úy               |